# Haftpflichtgemeinschaft Deutscher Nahverkehrs- und Versorgungsunternehmen Allgemein

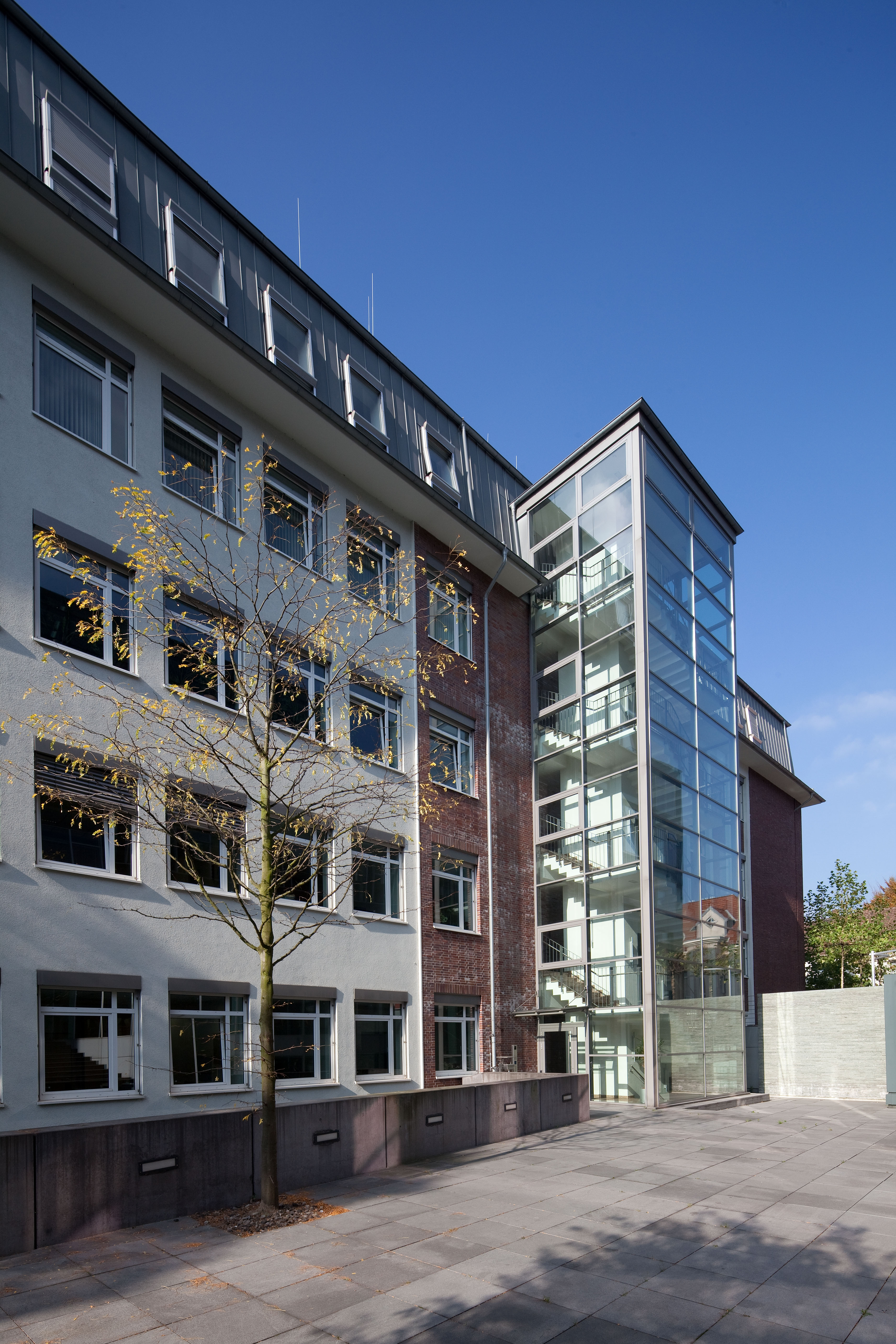
HDNA-Gebäude

Der Haftpflichtgemeinschaft Deutscher Nahverkehrs- und Versorgungsunternehmen Allgemein (HDNA) VVaG ist ein deutscher Versicherungsverein auf Gegenseitigkeit mit Sitz in Bochum. Der HDNA VVaG versteht sich als Spezialversicherer der besonderen versicherungstechnischen Risiken privater Verkehrs- und Versorgungsunternehmen.
Der HDNA VVaG wurde 1995 als Pendant zu der Haftpflichtgemeinschaft Deutscher Nahverkehrs- und Versorgungsunternehmen (HDN) gegründet, die ihren mehrheitlich durch die öffentliche Hand gehaltenen Mitgliedern seit 1903 einen Ausgleich für ihre Aufwendungen aus Haftpflicht-, Kraftfahrt- und Insassen-Unfallschäden  bietet. Mit Gründung des HDNA VVaG profitieren auch private Nahverkehrsunternehmen von dem bei der HDN praktizierten und seit je her bewährten Umlageverfahren und sichern so unter dem von der HDN übernommenen solidarischen Leitgedanken „Gemeinsamkeit ist unsere Stärke“ gegenseitig ihre versicherungstechnischen Risiken ab.
Als Versicherungsunternehmen unterliegt der HDNA VVaG der Versicherungsaufsicht der BaFin.

## Geschichte
Am  12. Juni 1995 erfolgte die Gründung des HDNA VVaG mit dem Zweck, auch privaten Verkehrs- und Versorgungsunternehmen Versicherungsschutz nach den Prinzipien der HDN zu gewähren.
1997 war die Gründung der Versicherungs-Vermittlungsdienst Essen GmbH (VVE), mittlerweile umbenannt in VVE Versicherungs-Service GmbH, zur Vervollständigung der Dienstleistungen des HDNA VVaG.
2002 wurde der Hauptsitz von Essen nach Bochum verlegt. Zum 1. Januar 2010 erfolgte der Beitritt des 500. Mitgliedsunternehmens. Anfang 2024 verzeichnet der HDNA VVaG 776 Mitglieder.

## Geschäftstätigkeit
Die obersten Handlungsziele des HDNA VVaG sind Nachhaltigkeit und Versicherungsschutz für die Mitglieder zu niedrigen Kosten. Der HDNA VVaG bietet seinen Mitgliedern Deckungsschutz in folgenden  Versicherungszweigen an:
- Allgemeine Haftpflichtversicherung,
- Kraftfahrzeughaftpflichtversicherung und sonstige Fahrzeughaftpflichtversicherung,
- See-, Binnensee- und Flussschifffahrthaftpflichtversicherung,
- Kraftfahrzeugkaskoversicherung (Landfahrzeugkaskoversicherung ohne Schienenfahrzeuge)

Das Versicherungsgeschäft des HDNA VVaG beschränkt sich auf das Gebiet der Bundesrepublik Deutschland.
Im Unterschied zur Assekuranz arbeitet der HDNA VVaG nicht mit vorauskalkulierten Prämien, sondern nach einem Umlageverfahren. Aufwendungen für Versicherungsfälle und Kosten werden mittels dieses Systems risikogerecht und transparent auf die Mitglieder verteilt. Damit führt der HDNA VVaG den Versicherungsgedanken, die kostendeckende gegenseitige Absicherung von gleichartigen Risiken, in seiner ursprünglichen und unverändert modernen Form fort. Eine Gewinnerzielungsabsicht besteht satzungsgemäß nicht.
Nach Ablauf des Geschäftsjahres werden nur die tatsächlich entstandenen Aufwendungen sowie der zur Tilgung des Gründungsstocks erforderliche Betrag auf die Mitglieder umgelegt.
Die derzeit 776 versicherten privaten Unternehmen sind vorwiegend im Omnibuslinien- und Gelegenheitsverkehr tätig.
Mit Ausnahme zweier Schlüsselfunktionen hat der HDNA VVaG sämtliche Tätigkeiten des Versicherungsbetriebs, wie insbesondere den Vertrieb, die Bestandsverwaltung und Schadenbearbeitung über eine Outsourcing-Vereinbarung auf die HDN übertragen. Sämtliche mit dem Versicherungsvertrieb des HDNA VVaG einhergehenden Tätigkeiten werden demnach durch die Mitarbeiter/-innen der HDN, gegen Erstattung der hierbei entstehenden Kosten, wahrgenommen.
Aufsichtsratsvorsitzender des HDNA VVaG ist Hermann Meyering. Der Vorstand besteht aus Uwe Schäfer und Fabian Maul.

## Kooperationen
Der HDNA VVaG ist alleiniger Gesellschafter der VVE Vermittlungs-Service GmbH, die den Mitgliedern des HDNA VVaG ergänzend zu dessen angebotenen Versicherungsschutz Versicherungslösungen vermittelt.
Daneben bestehen weitere kleinere Beteiligungen an der GDV Dienstleistungs GmbH & Co. KG und der KTI GmbH & Co. KG.
Zudem ist der HDNA VVaG Mitglied des Verbands der Versicherungsvereine auf Gegenseitigkeit e. V. und des Bundesverband Deutscher Omnibusunternehmer.

## Belege
1. ↑  HDNA VVaG – Der Spezialversicherer. In: Website HDN. Abgerufen am 11. März 2021.
2. ↑  BaFin: Unternehmensdatenbank zu HDNA. Abgerufen am 11. März 2021.
3. ↑  GDV-Mitgliedsunternehmen. In: Website GDV. Abgerufen am 11. März 2021.
4. ↑  Gesellschafter. In: Website Kraftfahrzeugtechnisches Institut GmbH & Co. KG. Abgerufen am 11. März 2021.